# Pietro Lorenzini
Pietro Lorenzini (Monza, 9 febbraio 1907 – Monza, 1º settembre 1993) è stato un calciatore italiano, di ruolo attaccante.

## Carriera
Esordisce nel Monza in Seconda divisione il 21 ottobre 1923 nella partita Juventus Italia-Monza (2-1). Nella stagione 1924-1925 ha giocato con la maglia del Monza in Seconda Divisione, la seconda serie dell'epoca; rimane a Monza anche nella stagione 1925-1926, nel corso della quale gioca tutte e 20 le partite in programma nella serie cadetta segnando anche 10 gol, grazie ai quali diventa il capocannoniere stagionale dei brianzoli. Gioca in Seconda Divisione anche nella stagione 1926-1927: il campionato, vinto dal Monza, in questa stagione costituisce il terzo livello del calcio italiano in seguito alla nascita della Divisione Nazionale come primo livello. In questa stagione Lorenzini gioca in totale 13 partite (9 in campionato, 3 nel girone finale per la promozione ed una in Coppa Italia) senza mai segnare. Nella stagione 1927-1928, giocata nuovamente in seconda serie (in Prima Divisione) Lorenzini segna 5 gol in 11 presenze, mentre nella stagione 1928-1929 realizza 3 reti in 22 incontri. A seguito di un'ulteriore riforma dei campionati, a partire dalla stagione 1929-1930 la Prima Divisione diventa il terzo livello del calcio italiano dietro ai nascenti campionati di Serie A e Serie B: il Monza rimane in Prima Divisione, categoria in cui Lorenzini gioca altre due stagioni (la 1929-1930 e la 1930-1931) segnando altri 11 gol in 41 partite. Dal 1931 al 1934 ha giocato con la Pro Lissone, mentre nella stagione 1934-1935 è tornato al Monza dove ha segnato 6 reti in 26 presenze.

## Palmarès

### Club

#### Competizioni interregionali
- Seconda Divisione: 1

Monza: 1926-1927